# Hilarographa robinsoni
Hilarographa robinsoni is een vlinder uit de familie bladrollers (Tortricidae). De wetenschappelijke naam van de soort is voor het eerst geldig gepubliceerd in 2009 door Józef Razowski.

## Type
- holotype: "female. 1-3.III.1982. leg. G.S. Robinson. genitalia slide no. 31839"
- instituut: BMNH. Londen, Engeland
- typelocatie: "Brunei, 400 m, Rampayoh R."